# Finno-ugrische Völker

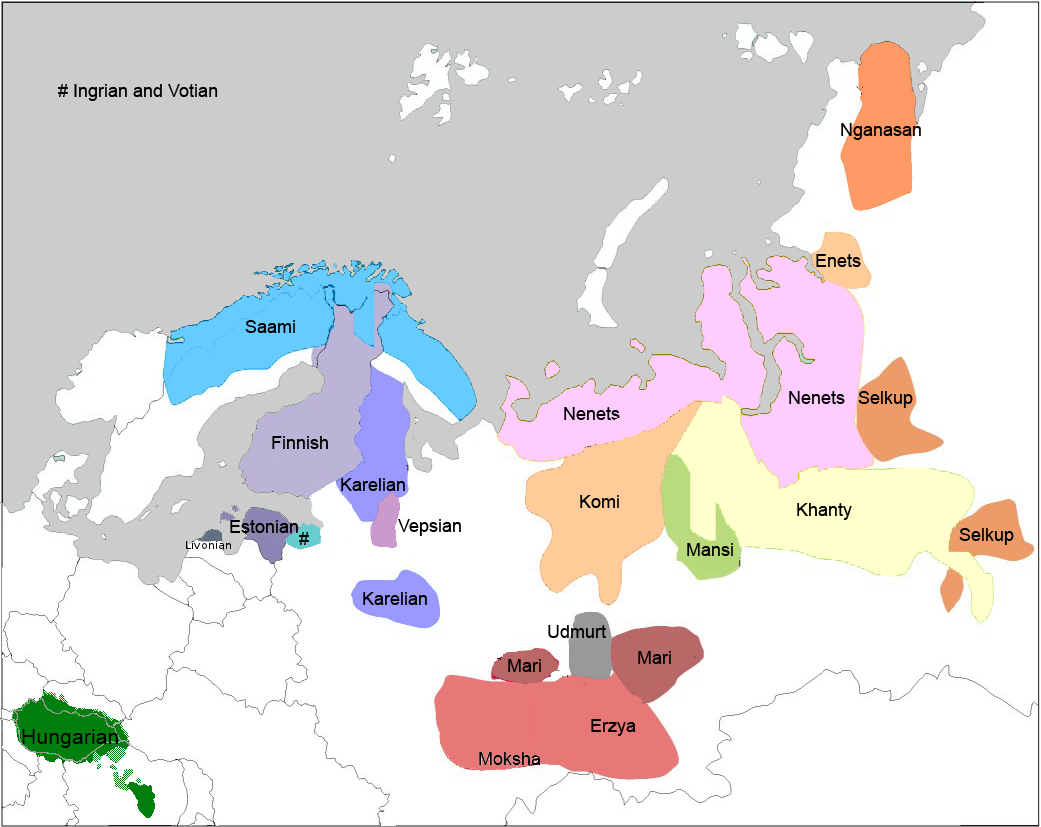
Uralische (finno-ugrische und samojedische) Völker

Der Begriff finno-ugrische Völker (auch finnougrische Völker) fasst jene Völker, Bevölkerungen oder Menschengruppen zusammen, die in der Geschichte und in der Gegenwart finno-ugrische Sprachen verwendeten und verwenden. Schließt man die sprachlich verwandten samojedischen Völker ein, so ist auch von uralischen Völkern oder der uralischen Völkerfamilie die Rede.

## Gemeinsame Frühgeschichte der Uralier
In gewissem Sinne haben die finno-ugrischen Völker eine gemeinsame Frühgeschichte, jedoch ist ihre spätere Geschichte unterschiedlich verlaufen. Die Vorfahren der Uralier (Finno-Ugrier und Samojeden) stammen mit großer Wahrscheinlichkeit aus dem zentralen oder östlichen Sibirien. Linguistische, archäologische sowie genetische Studien unterstützen einen Ursprung im Osten Sibiriens und eine anschließende Westwanderung vor etwa 2500 Jahren. Laut einigen Historikern, inklusive des finnischen Linguisten Juha Janhunen, sei die Urheimat der Uralier entweder zwischen dem Ob und Jenissei oder nahe dem Sajangebirge zwischen Russland und der Mongolei.
Die Uralier lassen sich mit Urbevölkerungen des gesamten nördlichen Eurasiens, unter anderem des Wolga- und Ural-Gebietes, in Zusammenhang bringen. Die Jukagiren im Nordosten Eurasiens weisen ebenfalls starke Hinweise auf kulturelle und sprachliche Kontakte auf. Vieles spricht dafür, dass es in großen Teilen Nord-Eurasiens eine Kontinuität uralischer Bevölkerung seit den neolithischen Kulturen des 3. Jahrtausends vor Christus gab. Auf der anderen Seite sind auch Zuwanderungen, Überlagerungen und kulturelle Einflüsse aus den eurasischen Steppen sichtbar. Die bäuerlichen Kulturen der südlichen Uralier Europas expandierten auf Kosten der Jäger-, Sammler-, Rentierzüchter- und Fischerkulturen der nördlichen Uralier (der Vorfahren der Samen und Samojeden) nach Norden. Dieser Prozess, der fast drei Jahrtausende andauerte, setzte sich noch Anfang des 20. Jahrhunderts mit der Migration von Komi in die Tundra östlich und westlich des Urals fort.
Die Zeugnisse der alten Uralier bzw. Finno-Ugrier werden von den Archäologen mit Gruppen verwandter (archäologischer) Kulturen in Zusammenhang gebracht. Dazu gehören im 2. Jahrtausend vor Christus die bronzezeitliche Posdnjakowsker-Kultur und Prikasansker-Kultur im Großraum westlich und östlich des Wolga-Flusssystems. Im letzten Jahrtausend vor Christus, bis etwa 300 v. Chr., folgen auf sie die eisenzeitliche Gorodezko-Djakovsker-Kultur und Ananino-Kultur. Aus diesen Kulturen gingen die spätantiken und frühmittelalterlichen Finno-Ugrier hervor, über die Berichte in schriftlichen Quellen des 1. Jahrtausends n. Chr. zu finden sind. Der relativ geschlossene finno-ugrische Siedlungsraum im mittleren und nördlichen Osteuropa wurde durch die Zuwanderung baltischer, ostslawischer und turksprachiger Bevölkerungsgruppen und die Übernahme ihrer Sprache durch die Alteingesessenen aufgelöst. So gesehen können neben den heutigen finno-ugrischen Völkern, wie den Finnen, Magyaren (Ungarn) und Esten, auch Teile der heutigen Skandinavier, Russen, Balten sowie der Turkvölker des Wolga-Ural-Gebietes als ethnische Nachfahren der antiken Finno-Ugrier gelten.

## Die Ostsee-Finnen
Die Ostsee-Finnen sind durch die Grenzlage zwischen den mittel- und nordeuropäischen und osteuropäischen „Kulturräumen“ geprägt worden. Sie standen unter der Herrschaft deutscher Ordensritter, gehörten zu Schweden oder Russland. Eigenstaatlichkeit erreichten die protestantisch beeinflussten Finnen und Esten erst im 20. Jahrhundert. Die Vorfahren der heute weniger als 1000 Liven gaben Livland ihren Namen und sind mehrheitlich in den Letten aufgegangen. Eine Außengruppe der Finnen bilden die Ingrier (Ingermanländer, ingermanländische Finnen). Sie leben in der Oblast Leningrad. Besondere ethnische Gruppen der Esten sind die Võro-sprachigen Süd-Esten und die ihnen sprachlich nahestehenden christlich-orthodoxen Seto (Setu).
Zu den Ostsee-Finnen gehören auch die in der Vergangenheit von der christlich-orthodoxen Tradition geprägten Kleinstvölker der Ischoren, Wepsen und Woten. Die Karelier mit ihren Subethnien (eigentliche Karelier, Lüdier und Livvier oder Olonetzer Karelier) sind heute eine Minderheit in der zu Russland gehörenden Republik Karelien. Die Süd- oder Twer-Karelier bilden eine Außengruppe. Sie leben im Gebiet Twer nördlich von Moskau.

Finno-ugrischen Völker und ihre Nachbarn im frühen Mittelalter

Die ostseefinnischen Tschuden und Wes spielten eine Rolle in der mit mythologischen Elementen angereicherten Nestorchronik. Dieses Geschichtswerk aus dem 12. Jahrhundert führt aus, dass diese Volksgruppen gemeinsam mit den Slawen Nordosteuropas 862 die Waräger in ihr Gebiet „berufen“. Folgt man den Aussagen der Chronik, so legten sie auf diese Weise den Grundstein für den Aufstieg der Rurikiden und die Entstehung des Kiewer Reiches. In Belozersk bestand zu diesem Zeitpunkt ein Stammesfürstentum der Wes. In der tschudischen (Tschudnizewa) Straße in Nowgorod lebten im 10. Jahrhundert offenbar tschudische Angehörige der Oberschicht und im Tschudenhof (Tschudin Dvor) in Kiew tschudische Gefolgsleute der Großfürsten. Auch in der sich aus dem Kiewer Reich lösenden Republik Nowgorod spielten Tschuden und Woten möglicherweise eine gewisse Rolle wie die Birkenrindenurkunde № 614 (Ende des 13. Jahrhunderts) zu belegen scheint.

## Die wolgafinnischen und permischen Völker des östlichen und nördlichen Osteuropa
Zu der genannten Gruppe von Völkern, die die Wolga-Ural Region Osteuropas bewohnen, gehören die oft nur Komi genannten Syrjänen, die besondere ethnische Gruppe der Komi-Ischemzen (sie leben in der Tundra von der Halbinsel Kola bis Nordwest-Sibirien) und die südlich von ihnen lebenden Komi-Permjaken und Komi-Jaswinzen (Russisch: Коми-язьвинцы), des Weiteren Udmurten, Mari und die beiden ethnischen Gruppen oder Völker der Mordwinen. Die Bessermenen sind eine ethnisch-konfessionelle Gruppe von Muslimen, die udmurtisch sprechen.
Die Vorfahren dieser Völker spielten eine eigenständige historische Rolle im mittelalterlichen Osteuropa. Die Gründer mehrerer „altrussischer“ Städte (Murom, Rjasan) waren eigentlich Wolga-Finnen. Die mordwinischen Fürstentümer in der Waldsteppe westlich der Wolga (12./13. Jahrhundert) wurden in russischen Chroniken als Purgasower Rus bezeichnet. Die Vorfahren der südlichen Komi sind möglicherweise mit dem Bjarmland der skandinavischen Überlieferungen in Zusammenhang zu bringen.
Wichtigen Einfluss übten in der südlichen Wolga-Ural-Region stets die Stammeskonföderationen und frühen Reiche der eurasischen Steppe (Sarmaten, Goten, Hunnen, Chasaren) und Einwanderer aus dem Süden, (Wolga-Bulgaren, Tataren) aus. Die Sprecher wolgafinnischer und permischer Sprachen gehörten häufig zum Einflussbereich dieser vom Süden ausgehenden osteuropäischen multiethnischen Stammeszusammenschlüsse und Großstaaten. Bis zur russischen Eroberung spielte die Goldene Horde und das tatarische Khanat Kasan (bis 1552) eine zentrale politische Rolle an der mittleren Wolga und im Uralvorland.
Im Norden der Wolga-Ural-Region hatte die Expansion des Nowgoroder Staates bzw. der Republik Nowgorod schon im 10. Jahrhundert begonnen. Die Eroberung und Kolonisierung des gesamten Gebietes durch das Großfürstentum Moskau bzw. das Zarenreich war aber erst im 16. Jahrhundert abgeschlossen. Erst 1505 fand mit der Auflösung von Groß-Perm das letzte finno-ugrische Fürstentum in Osteuropa sein Ende.
Der antikoloniale Protest der wolgafinnischen und permischen Völker nahm oft religiöse Formen an. Eine Bewegung für nationale Autonomie entstand erst im 20. Jahrhundert. In sowjetischer Zeit wurden nationale Republiken und Gebiete geschaffen, deren Autonomie aber sehr eingeschränkt blieb. Heute bilden sie in den nach ihnen benannten Republiken überall Minderheiten.

## Ugren und Samen
Informationen zu den Samen und zu den ugrischen Völkern der Ungarn, Chanten und Mansen sind an entsprechender Stelle zu finden. Siehe auch: Jugorien

## Finno-ugrische Bewegung und Gemeinschaft
Seit dem 1. Weltkongress der finno-ugrischen Völker 1992 in Syktywkar (Republik Komi) wird von finno-ugrischen Völkern, Ländern, Regionen gesprochen.
In Estland, Finnland, Russland und Ungarn bestehen staatliche und halbstaatliche politische, wissenschaftliche und kulturelle Einrichtungen, die die finno-ugrische Gemeinschaftlichkeit pflegen. Zur finno-ugrischen Bewegung gehören heute auch Vertreter der Völker, die eine samojedische Sprache sprechen.
Die Ende des 20. Jahrhunderts entstandene Bewegung des Ethnofuturismus hat die Wiedergeburt und Erneuerung finno-ugrischer Identität zum Ziel.

## Liste der finno-ugrischen Völker
- Bessermenen (die muslimischen Teile der Udmurten)
- Chanten (Ostjaken)
- Ersja-Mordwinen
- Esten
- Finnen
- Ingrier/Ischoren Die orthodoxen Ischoren sind nicht identisch mit den Ingriern (Ingermanländische Finnen, Ingermanländer); Beide Gruppen leben in der Oblast Leningrad.
- Karelier
- Komi-Ischemzen (Sie leben in der Tundra von der Halbinsel Kola bis Nordwest-Sibirien)
- Komi-Permjaken
- Komi-Syrjänen
- Liven
- Liudier
- Mansen (Wogulen)
- Mari
- Mokscha-Mordwinen
- Twer-Karelier (Sie leben im Gebiet Twer nördlich von Moskau)
- Setukesen oder Seto gelten in Estland als Esten, in Russland als nationale Minderheit
- Udmurten (Wotjaken)
- Ungarn
- Wepsen
- Woten

## Historische Völkerbezeichnungen
- Merja: lebten in der Gegend um die Stadt Jaroslawl
- Meschtscheren: lebten im heutigen Mittelrussland, in der Gegend (Meschtschora) um die Stadt Rjasan. Vergleiche hierzu die Eigenbezeichnung der westlich der Wolga lebenden Tataren: Mischer
- Muroma: gründeten die Stadt Murom
- Narova, auch Narova-Tschuden: der Name verweist auf den gleichnamigen Grenzfluss zwischen Estland und Russland (Narva). Wahrscheinlich bezieht er sich auf die Woten
- Perm und Petschora: Vorfahren der Komi
- Sawolotschje-Tschuden: lebten zwischen dem Onegasee und der heutigen Republik Komi
- Tschuden: allgemeine Bezeichnung für Finno-Ugrier, speziell für solche im Nordwesten Russlands (Esten, Wepsen, Setukesen)
- Wessen (Wes): vermutlich Vorfahren der Wepsen